# Lisdoonvarna
Lisdoonvarna (irisch Lios Dúin Bhearna, Aussprache [ˈlʲis ˌduːnʲ ˈvʲɑrnə]) liegt im Westen des County Clare, ist der Hauptort des Burren und hat 934 Einwohner (Census 2022). Hier befindet sich das einzige Heilbad Irlands, das radioaktives Thermalwasser mit Eisen, Jod, Magnesium und Schwefel enthält. Der Ortsname wird vom 1,5 km entfernten Dun Lissateeaun (irisch Lios an tSidheain – Hügel der Feen) abgeleitet.

## Geschichte
Lisdoonvarna wuchs im frühen 19. Jahrhundert im Wesentlichen um seine heilenden Mineralquellen. Die Brunnen liegen an der Straße nach Ennistymon, zwischen dem Sulphur Hill und dem Black Head. Es gab vier Brunnen: 
1. Copperas Well ist geschlossen. Das Wasser sollte gegen Hautkrankheiten helfen.
2. Die Magnesiumoxid- und Eisenquelle ist ganzjährig geöffnet.
3. Der Doppelbrunnen für Eisen- und Schwefelbäder liegt am Golfplatz.
4. Der Schwefel-Brunnen liegt am Fuß des Hügels.

Das Wasser der Quellen enthält Jod, das in großen Mengen im Schwefelbrunnen zu finden ist. Außerdem sind viele Mineralsalze im Wasser gelöst. Lisdoonvarna wurde vor seiner amtlichen Bestätigung als Kurort im Jahre 1845 am häufigsten besucht.
Die Einwohnerzahlen entwickelten sich von 254 im Jahr 1841 über 890 im Jahr 1996 (das bisherige Maximum) bis 829 bei der Volkszählung 2016. 
Vor der Entdeckung als Kurort gab es an dieser Stelle lediglich ein paar vereinzelte Hütten. Die zahlreichen antiken Stätten und historische Reste in der Nähe des Ortes zeugen jedoch von früher menschlicher Besiedlung. Ringförmige Ráths stammen aus der Eisenzeit und dem späten Mittelalter.

## Architektur und Kultur

### Lisdoonvarna Castle

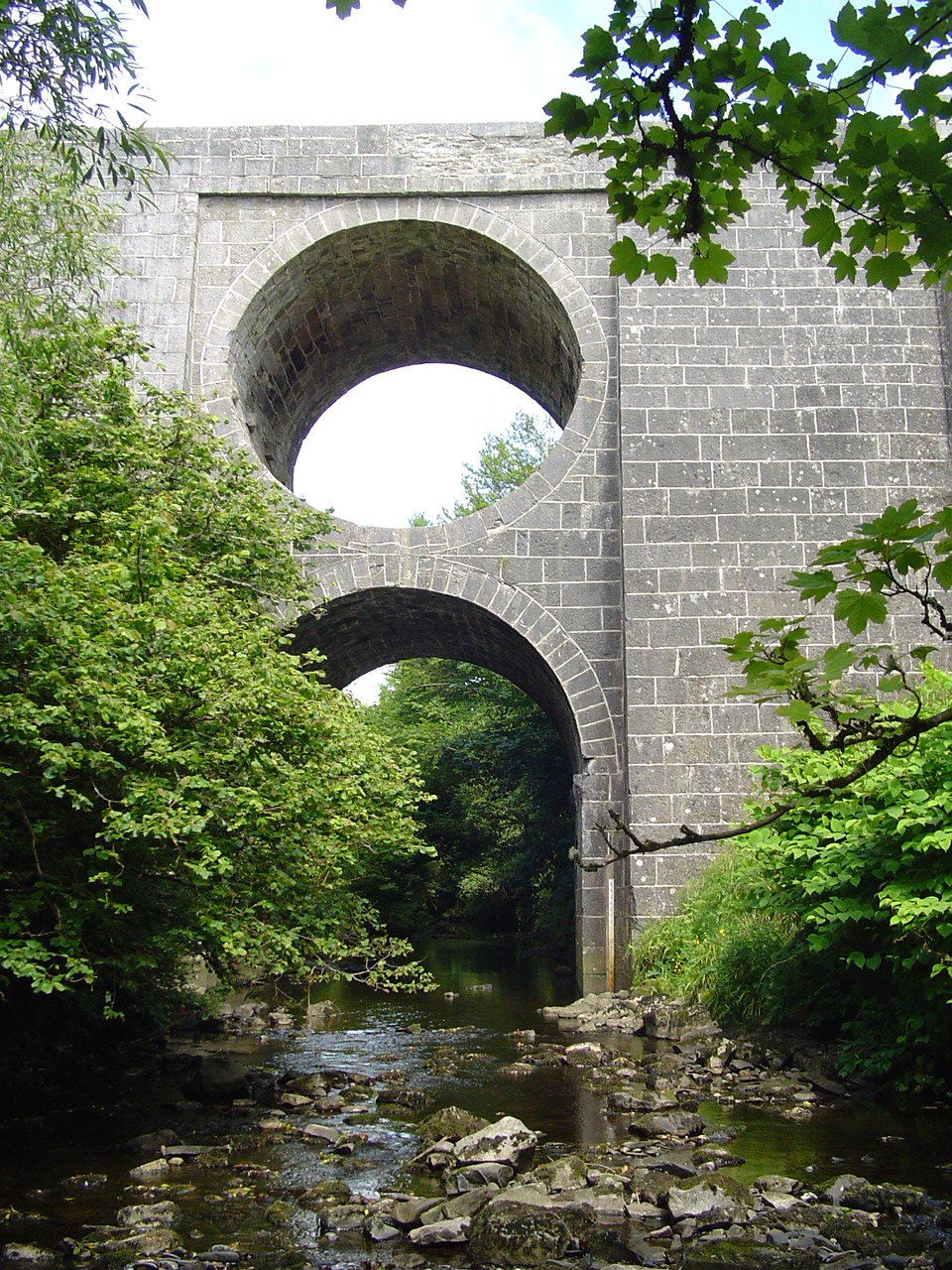
Spectacle Bridge

Das Lisdoonvarna-Schloss war einst ein markantes Gebäude in der Umgebung. Ein erhaltener Eckpfeiler des Schlosses verweist auf das Baujahr 1619. Es befand sich lange Zeit im Besitz der Adelsfamilie O’Davorens, die als sehr stolz und tyrannisch galt.

### Die Brillen-Brücke (Spectacle Bridge)
Der durch den Kilmoon und den Gowlaun gespeiste Aille ist ein Fluss, der sich durch einen 25 m tiefen Engpass gearbeitet hat. Die Hauptstraße nach Ennistymon überquert die Brillen-Brücke mit einer fantasievollen Architektur. 
Der untere Teil ist eine normale Brücke mit einem Rundbogen. Wegen der enormen Engpass-Tiefe war mehr Höhe erforderlich, um das Straßenniveau zu erreichen. So wurde oberhalb des Bogens eine große kreisförmige Öffnung eingebaut, die der Brücke ihren Namen gibt.

### Lisdoonvarna Matchmaking Festival
Das Erntedankfest von Lisdoonvarna ist weit über die Landesgrenzen hinaus bekannt, denn zeitgleich findet das Lisdoonvarna Matchmaking Festival statt, der größte Heiratsmarkt Europas. 

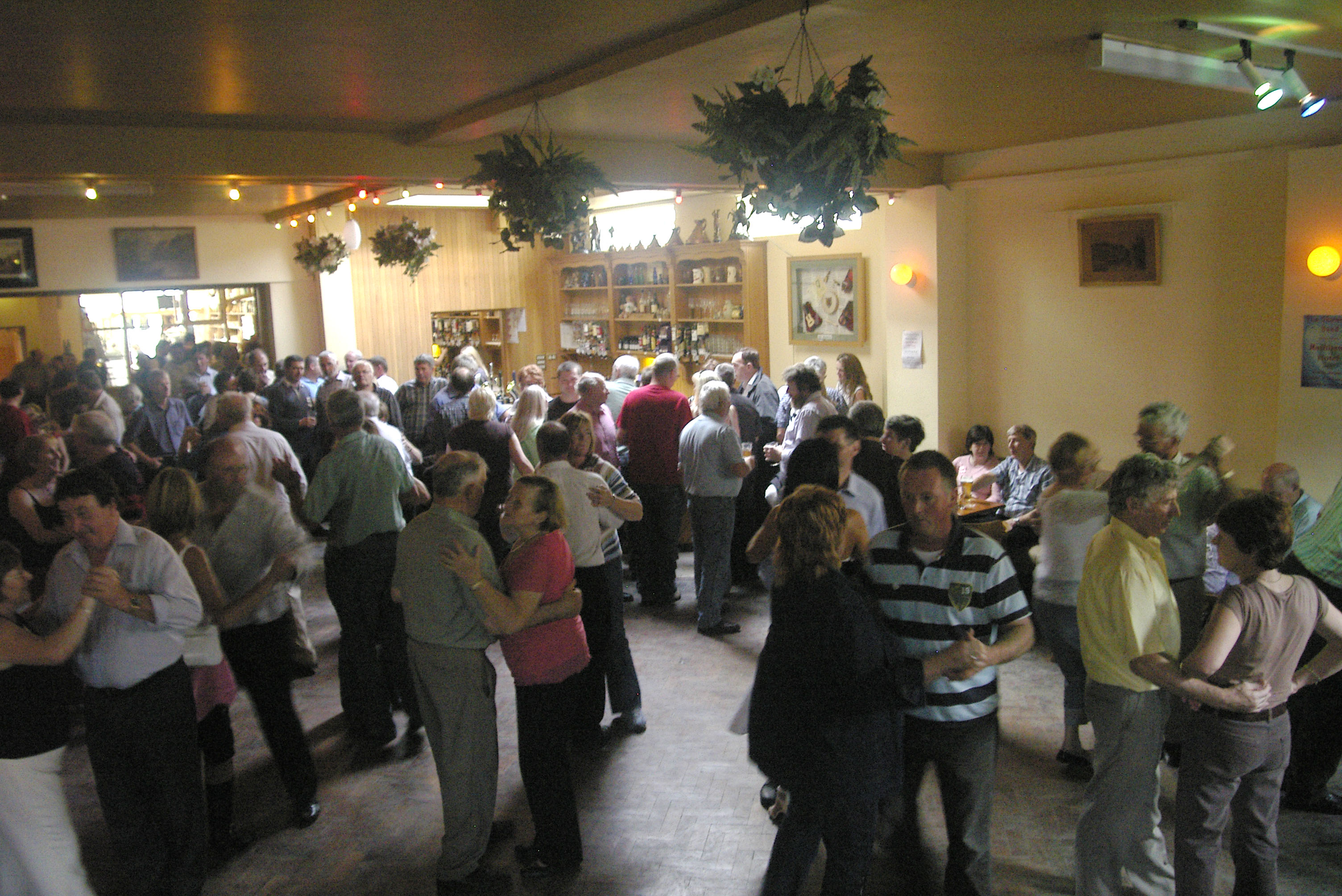
Heiratsvermittlungsbar in Lisdoonvarna

Zu dieser Zeit sind jährlich tausende von Singles im Ort, um die Liebe fürs Leben zu finden.
Das Festival ist vor allem bei alleinstehenden Amerikanerinnen und Britinnen beliebt, inzwischen auch immer häufiger bei geschiedenen und verwitweten Personen. Die Tradition als Partnervermittler geht bis auf die Mitte des 19. Jahrhunderts zurück. Der Großvater von Willie Daly, dem Organisator des Festivals zu Beginn des 21. Jahrhunderts, begründete den Heiratsmarkt, der zeitgleich mit dem großen Bauern- und Viehmarkt in der Stadt stattfand. Zu dieser Zeit waren viele Bauern aus entlegenen Landesteilen in der Stadt und damit bot sich für junge Bauern die Gelegenheit, auf Brautschau zu gehen.

### Lisdoonvarna Musik Festival
Von 1978 bis 1983 fand mehrmals das Lisdoonvarna Musik Festival statt, bei dem viele irischen Folk-Künstler von Rang und Namen auftraten. Das Festival wurde 2003 wiederbelebt, allerdings fand es – trotz des beibehaltenen Namens Lisdoonvarna Festival – in Dublin statt. Christy Moore hat das Festival in seinem Lied Lisdoonvarna verewigt.

## Söhne und Töchter
- Shelley McNamara (* 1952), Architektin